# موسی بن مصعب
موسی بن مصعب (عربی: موسى بن مصعب الخثعمي؛ درگذشته ۷۸۵)  فرمانروای مصر در دوران خلافت عباسی بود.